# 帕特里齐娅·范德韦肯
帕特里齐娅·范德韦肯（1999年11月12日—），卢森堡女子田径运动员，2021年夏季世界大学生运动会女子100米金牌得主、2025年欧洲室内田径锦标赛女子60米铜牌得主、2025年世界室内田径锦标赛女子60米铜牌得主。